# Iluminirani rokopis
Iluminirani rokopis je rokopis, v katerem je besedilo dopolnjeno s takšno dekoracijo, kot so okrašene velike začetnice, obrobe (marginalije) in miniaturne ilustracije. V najstrožji definiciji se izraz nanaša samo na rokopise, okrašene z zlatom ali srebrom; vendar se tako v običajni uporabi kot v sodobni znanosti izraz nanaša na kateri koli okrašen ali ilustriran rokopis iz zahodnih tradicij. Primerljiva del na Daljnem vzhodu in Mezoameriki so opisana kot poslikana. Islamski rokopisi se lahko omenjajo kot iluminirani, ilustrirani ali naslikani, čeprav uporabljajo v bistvu iste tehnike kot zahodnjaška dela.
Najstarejši vsebinsko Iluminirani rokopisi so iz obdobja od leta 400 do 600 in so nastali v Italiji in vzhodnem rimskem cesarstvu. Njihov pomen ni le v njihovi resnični umetniški in zgodovinski vrednosti, temveč tudi v ohranjanju povezave pismenosti, ki jo ponujajo neiluminirana besedila. Če ne bi bilo samostanskih piscev pozne antike, bi se večina grške in rimske literature izgubila. Kot je že bilo, so vzorci ohranjenih besedil po uporabnosti hudo omejeni na pismeno skupino kristjanov. Iluminacija rokopisov je kot način širjenja starodavnih dokumentov pripomogla k njihovemu ohranjanju in informativni vrednosti v dobi, ko novi vladajoči razredi še niso bili pismeni, vsaj v jeziku, ki se je uporabljal v rokopisih.
Večina obstoječih rokopisov je iz srednjega veka, čeprav so mnogi ohranjeni iz renesanse, skupaj z zelo omejenim številom iz pozne antike. Večina je verske narave. Zlasti od 13. stoletja naprej je bilo iluminirano vse večje število posvetnih besedil. Večina iluminiranih rokopisov je nastala kot kodeksi, ki so nadomeščali zvitke. Zelo malo iluminiranih fragmentov je ohranjenih na papirusu, ki ne traja tako dolgo kot pergament. Večina srednjeveških rokopisov, iluminiranih ali ne, je bila napisana na pergamentu (najpogosteje telečja, ovčja ali kozja koža), vendar je večina rokopisov, ki so dovolj pomembni za iluminacijo, napisana na najboljši kakovosti pergamenta, imenovanega velum.
Od poznega srednjega veka so rokopise začeli izdelovati na papirju.  Zelo zgodnje tiskane knjige so včasih nastajale s presledki, ki so jih pustili za rubrike in miniature ali pa so jim na robu dajali iluminirane začetnice ali okraske, vendar je uvedba tiskanja hitro privedla do upada iluminacije. Iluminirani rokopisi so nastajali še naprej v zgodnjem 16. stoletju, vendar v veliko manjšem številu, večinoma za zelo bogate. So med najpogostejšimi predmeti ohranjenimi iz srednjega veka; več tisoč jih je preživelo. So tudi najboljši primerki srednjeveškega slikarstva in najbolje ohranjeni. Dejansko so za mnoga področja in časovna obdobja edini ohranjeni primeri slikanja.

## Zgodovina
Umetnostni zgodovinarji razvrščajo iluminirane rokopise v njihova zgodovinska obdobja in vrste, vključno z (vendar ne omejeno na) poznoantičnimi, otoškimi, karolinškimi, otonskimi, romanskimi, gotskimi in renesančnimi rokopisi. Je tudi nekaj primerov iz poznejših obdobij. To je vrsta knjige, ki  je najpogosteje močno in bogato iluminirana, včasih znana kot 'razstavna knjiga', med različnimi obdobji. V prvem tisočletju so bili to najverjetneje evangeliariji, kot so Knjiga iz Lindisfarna in knjiga iz Kellsa. V romanskem obdobju je nastalo veliko velikih iluminiranih celovitih Biblij - ena na Švedskem potrebuje tri knjižničarje, da jo dvignejo. Številni psalterji so bili močno iluminirani tako v tem kot v gotskem obdobju. Posamezne kartice ali plakati iz veluma, usnja ali papirja so bili v širšem obtoku s kratkimi zgodbami ali legendami o življenju svetnikov, vitezov ali mitoloških osebnosti, celo zločinskih, družbenih ali čudežnih dogodkov; priljubljenih dogodkov, ki so jih pripovedovalci zgodb in potujoči igralci na veliko prosto uporabljali za podporo svojih iger. Končno je bil horarij (molitvenik) zelo pogosto osebna pobožna knjiga bogatega laika, v gotski dobi pogosto bogato iluminiran. Številni so vsebovali miniature, okrašene začetnice in cvetne obrobe. Papir je bil redek in večina molitvenikov je bila sestavljena iz listov pergamenta, narejenih iz kože živali, običajno ovc ali koz. Druge knjige, tako liturgične kot ne, so bile ves čas iluminirane.
Bizantinski svet je rokopise izdeloval v svojem slogu, katerih različice so se razširile na druga pravoslavna in vzhodnokrščanska območja. Muslimanski svet in zlasti Iberski polotok s svojimi tradicijami pismenosti, ki jih prekinja srednji vek, je bil ključnega pomena za posredovanje starodavnih klasičnih del iz arabskega in grškega sveta za potrebe naraščajočih intelektualnih krogov in univerzam zahodne Evrope skozi 12. stoletje, saj so tam nastajale številne knjige in na papirju prvič v Evropi, z njimi pa celotne razprave o znanostih, zlasti o astrologiji in medicini, kjer je bila iluminacija potrebna, da bi besedilo imelo  bogate in natančne prikaze.
V gotskem obdobju, ki je na splošno povečalo proizvodnjo teh artefaktov, so bila iluminirana tudi bolj posvetna dela, kot so kronike in literarna dela. Premožni ljudje so začeli graditi osebne knjižnice; Filip Drzni je imel verjetno največjo osebno knjižnico tistega časa sredi 15. stoletja, po ocenah naj bi imel okoli 600 iluminiranih rokopisov, medtem ko jih je več njegovih prijateljev in partnerjev imelo več deset.
Do 12. stoletja je bila večina rokopisov izdelanih v samostanih, da bi jih lahko dodali v knjižnico ali po prejemu naročila, bogatemu zavetniku. Večji samostani so pogosto imeli ločena območja za menihe, ki so se specializirali za izdelavo rokopisov, imenovanih skriptorij. Znotraj zidov skriptorija so bila individualizirana območja, kjer je menih lahko sedel in delal rokopis, ne da bi ga motili bratje. Če skriptorij ni bil na voljo, so bile ločene majhne sobe namenjene kopiranju knjig; bile so postavljeni tako, da je imel vsak pisar zase okno, ki je bilo odprto za hodnik križnega hodnika.  Ločitev teh menihov od preostalih v samostanu kaže na to, kako so bili ti menihi v njihovi družbi spoštovani.
Do 14. stoletja so samostanski menihi, ki so pisali v skriptoriju, skoraj v celoti popustili komercialnim urbanim skriptorijem, zlasti v Parizu, Rimu in na Nizozemskem. Medtem ko se postopek ustvarjanja iluminiranega rokopisa ni spremenil, je bil prehod iz samostanov v komercialne prostore radikalen korak. Povpraševanje po rokopisih je naraslo do te mere, da so v samostanskih knjižnicah začeli uporabljati posvetne pisce in iluminatorje. Ti posamezniki so pogosto živeli blizu samostana in se na primer oblačili kot menihi vsakič, ko so vstopili v samostan, vendar so ga ob koncu dneva smeli zapustiti. V resnici so bili iluminatorji pogosto dobro znani in cenjeni in mnoge njihove identitete so ohranjene.
Najprej je bil rokopis poslan rubrikatorju, ki je (v rdeči ali drugi barvi) dodal naslove, podnaslove, začetnice poglavij in podpoglavij, opombe in tako naprej in potem - če bi knjigo želeli ilustrirati - je bila poslana iluminatorju. Rubrikacija je bil eden od več korakov v srednjeveškem procesu izdelave rokopisov. Izvajalci rubriciranja, tako imenovani rubrikatorji, so bili specializirani pisarji, ki so dobili besedilo od prvotnega pisarja rokopisa in ga za poudarek dopolnili z dodatnim besedilom v rdečem črnilu. Izraz izhaja iz latinščine rubrico – 'obarvati rdeče'.
V primeru rokopisov, ki so bili prodani na trg, bi se o pisanju »nedvomno najprej razpravljalo med naročnikom in pisarjem (ali pisarjevem zastopniku) a le do trenutka, ko je bilo delo predano iluminatorju, ko ni bilo več možnosti za popravke«. 

## Tehnike
Iluminacija je bila zapleten in pogosto drag postopek. Po navadi je bila rezervirana za posebne knjige,  na primer oltarno Biblijo. Premožni ljudje so pogosto imeli bogato iluminirane horarije, ki so določali molitve, primerne za različne čase liturgičnega dne.
V zgodnjem srednjem veku je večina knjig nastajala v samostanih, bodisi za lastno uporabo, za predstavitev ali po naročiluo. Vendar so v velikih mestih nastajali komercialni skriptoriji, zlasti Parizu, v Italiji in na Nizozemskem, do konca 14. stoletja pa je obstajala pomembna industrija, ki je proizvajala rokopise, vključno z agenti, ki bi sprejemali naročila od daleč, s podrobnostmi o heraldiki kupca in svetniki osebnega interesa zanj (za koledar horarija). Do konca obdobja so bile številne slikarke tudi ženske, morda predvsem v Parizu.

### Besedilo
Besedilo je bilo običajno napisano, preden so rokopis iluminirali. Listi pergamenta ali veluma so bili razrezani do ustrezne velikosti. Po načrtovanju splošne postavitve strani (vključno z začetnimi velikimi črkami in obrobami) je bila stran rahlo urejena s koničasto palico in pisar se je lotil dela z lončkom s črnilom in bodisi ostrim gosjim ali drugim peresom. Pisava je bila odvisna od lokalnih običajev in okusov. Robustna rimska pisma zgodnjega srednjega veka so postopoma popustila pisavam, kot sta Uncial in pol-Uncial, zlasti na Britanskih otokih, kjer so se razvili izraziti pisavi, kot sta otoška majuskula in minuskula. Tršata, bogato teksturirana gotica je bila prvič opažena okoli 13. stoletja in je bila še posebej priljubljena v poznejšem srednjem veku.
Pred tem tako skrbno načrtovana »tipična gotica v teh gotskih letih bi prikazala stran, na kateri so bile črke utesnjene in natisnjene v format, v katerem prevladujejo ogromne okrašene velike začetnice, ki so se spuščale iz besedila ali ilustracij« . Da bi preprečili pojavljanje tako slabo izdelanih rokopisov in iluminacij, je bil po navadi najprej izdelan tekst, za dekoracijo pa so ostali prazni prostori. To predvideva, da je pisar zelo skrbno načrtoval, še preden je pero spustil v pergament. Če sta bila pisec in iluminator ločena, je načrtovalno obdobje omogočilo vsakemu posamezniku dovolj prostora.

### Postopek iluminacije
Naslednji koraki opisujejo podrobno delo, ki je vključeno pri ustvarjanju iluminacij ene strani rokopisa:
1. Izvedena je bila risba v obliki srebrenke
2. Uporabljena je pozlata
3. Uporaba prilagojenih barv
4. Nadaljevanje prejšnjih treh korakov in dodan obris figur
5. Risanje s peresom na robu strani
6. Zadnji korak so naslikane obrobne figure [7]

Iluminacija in dekoracija je bila običajno načrtovana ob začetku dela, prostor pa je bil rezerviran zanjo. Vendar je bilo besedilo običajno napisano, preden se je začela iluminacija. V zgodnjesrednjeveškem obdobju so besedilo in iluminacija pogosto opravljali isti ljudje, običajno menihi, v srednjem veku pa so bile vloge običajno ločene, razen rutinskih začetnic in cvetje; vsaj v 14. stoletju so posvetne delavnice izdelovale rokopise in do začetka 15. stoletja so ustvarile večino najboljšega dela, naročali pa so jih celo samostani. Ko je bilo besedilo popolno, je ilustrator začel delati. Predhodno so bile načrtovane zapletene zasnove, verjetno na voskanih tablicah, skicirkah tistega časa. Oblika je bila nato prenesena ali narisana na velum (verjetno s pomočjo vbodov ali drugih oznak, kot v primeru Knjige iz Lindisfarna). Številni nepopolni rokopisi iz večine obdobij so ohranjeni, kar nam daje dobro predstavo o metodah dela.
V večini rokopisov ni bilo slik. V zgodnjem srednjem veku so bili rokopisi bodisi razstavne knjige z zelo popolno iluminacijo, bodisi rokopisi za študij z največ nekaj okrašenimi začetnicami in drugim okrasom. Do romanskega obdobja je imelo veliko več rokopisov okras ali dragocene začetnice, rokopisi za študij pa so pogosto vsebovali nekaj slik, večinoma ne barvnih. Ta trend se je stopnjeval v gotskem obdobju, ko je večina rokopisov imela vsaj nekaj okrasa, precej večji delež pa je imel nekakšne slike. Zlasti razstavne knjige gotskega obdobja so imele zelo zapletene okrašene meje listnih vzorcev, pogosto z majhnimi drolerijami. Gotska stran lahko vsebuje več področij in vrst dekoracije: miniaturo v okvirju, okrašeno začetnico na začetku besedila in rob z drolerijami. Pogosto so različni umetniki delali na različnih delih dekoracije.

### Barve
Medtem ko je uporaba zlata med najbolj privlačnimi lastnostmi iluminiranih rokopisov, je smela uporaba različnih barv omogočila več plasti razsežnosti. Z verske perspektive »raznolike barve, s katerimi je knjiga ponazorjena, ne predstavljajo nevredno večkratne milosti nebeške modrosti«. 
Paleta srednjeveškega umetnika je bila široka; delni seznam pigmentov je naveden spodaj. Poleg tega so bile za pripravo pigmentov uporabljene malo zveneče snovi, kot sta urin in ušesno maslo. 
| Barva  | Vir(i) |
| ------ | --- |
| Rdeča  | Barve, ki temeljijo na žuželkah, vključno z: - Karmin, znan tudi kot košeniljka, kjer se karminska kislina iz žuželke Dactylopius coccus meša z aluminijevo soljo, da nastane barvilo; - Krimson, znana tudi kot kermes), pridobljena iz žuželke 'Kermes vermilio in - Lac (Kerria lacca), škrlatno rdeča barva smolnato izločanje številnih vrst žuželk. Barve na kemični in mineralni osnovi, vključno z: - Saturnovo rdeča, kemično svinčev tetroksid, Pb <3 O 4 , ki ga v naravi najdemo kot mineral [[minij] ] ali izdelan s segrevanjem belega svinca; - Cinober rdeča, kemično živosrebrni sulfid, HgS in ga v naravi najdemo kot mineral cinabarit; - Rjasto rdeča, kemično hidriran železov oksid, Fe <2> O <3> O "N" "H <2 O ali zemeljskih spojin, bogatih z železovimi oksidi |
| Rumena | Barve na rastlinski osnovi, kot so: - Reseda, predelana iz rastline rumeni katanec; - Kurkuma, iz rastline Curcuma longa in - Žafran, redko zaradi stroškov, iz Crocus sativus. Barve na osnovi mineralov, vključno z: - Oker, zemeljski pigment, ki se pojavlja kot mineral limonit in - Avripigment, kemično arzenov trisulfid, kot <2> S <3>. |
| Zelena | - Zeleni volk ali patina, kemično klor acetat, Cu (OAc) <2> (H 2 O) 2 v preteklosti s kuhanjem bakrenih plošč v kisu; - Malahit, mineral, ki ga najdemo v naravi, kemično osnovni bakrov karbonat, Cu <2 <CO 3 · (OH) 2 </ pod> in - Kitajska zelena, rastlinski pigment, pridobljen iz jagod krhlike (Rhamnus tinctoria, R. utilis). |
| Modra  | Snovi na rastlinski osnovi, kot so: - Silina, pridelan iz listov rastline Isatis tinctoria - Indigo, ki izvira iz rastline Indigofera tinctoria' in - Turnsole, znan tudi kot folium, barvilo, pripravljeno iz rastline Crozophora tinctoria. Barve na kemični in mineralni osnovi, vključno z: - Ultramarin, pridobljen iz mineralov lapis lazuli ali azurit in - Kobaltno modra |
| Bela   | - Beli svinec, kemično osnovni svinčev karbonat, 2PbCO <3> Pb (OH) 2 , zgodovinsko pa so ga izdelali s korozijo listov svinca s kisom in pokrili s propadajočimi snovmi, kot je gnoj, da se zagotovi potreben ogljikov dioksid za kemično reakcijo; in - Kreda, kemično kalcijev karbonat, CaCO <3 . |
| Črna   | - Ogljik iz virov, kot so saje, oglje ali izgorele kosti ali slonovina; - Sepia iz črnila, ki ga je proizvedla sipa, običajno za mehanizem za izhod v sili in - Železno žolčno črnilo, rjavo-črno črnilo iz železovih soli in taninske kisline iz rastlinskih virov; železov acetat so pomešali z izvlečkom hrastove šiške. |
| Zlata  | - Zlate liste (zlato s kladivom zelo stanjšano) ali zlati prah, vezan z gum arabic (Senegalia senegal) ali jajcem; slednje se imenuje zlate lupine. |
| Srebro | - Srebro, bodisi s srebrnim listjem ali v prahu, kot pri zlatu in - Kositrni list, tudi kot zlato |

### Pozlata
Rokopis ne velja za iluminiran, razen če je ena ali več iluminacij vsebovala zlato folijo ali je bila krtačena z zlatimi pikami, postopek znan kot loščenje. Vključitev zlata namiguje na številne različne možnosti za besedilo. Če je besedilo verske narave, je zlato znak, da se besedilo povzdigne. V zgodnjih stoletjih krščanstva so bili »evangeliariji včasih v celoti napisani v zlatu«.  Poleg tega, da so besedilu dodali svetleč okras, so pisarji v tistem času menili, da hvalijo Boga z uporabo zlata. V enem posebnem primeru je bilo »Kristuso usmrčen na zlatem ozadju s precej večjim bogastvom sredi neštetih prizorov lova, turnirjev, iger in grotesknih tem«.  Poleg tega je bilo zlato uporabljeno, če je bil zavetnik, ki je naročil knjigo, ki jo je bilo treba napisati, želel prikazati moč njegovega bogastva. Sčasoma je dodajanje zlata rokopisom postalo tako pogosto, »da se je njegova vrednost kot barometer statusa rokopisa poslabšala«.  V tem časovnem obdobju je cena zlata postala tako nizka, da je vključitev v iluminiran rokopis predstavljala le desetino stroškov proizvodnje.  Z dodajanjem bogastva in globine rokopisa je uporaba zlata pri iluminaciji ustvarila umetnine, ki so še danes cenjene.
Nanos zlatega listja ali prahu na iluminacijo je zelo podroben postopek, ki ga lahko izvajajo in uspešno dosežejo le najbolj usposobljeni iluminatorji. Prva podrobnost, ki jo je mojster upošteval pri obdelavi zlata je bila ali naj bi uporablja zlato listje ali zrnca zlata, ki jih je mogoče nanesti s čopičem. Ko delate z zlatim listom, bi koščke tanjšali s kladivom, dokler niso postali »tanjši od najtanjšega papirja«. Uporaba te vrste listov je omogočila, da so številna področja besedila označena z zlatom. Obstajalo je več načinov nanašanja zlata za iluminacijo, eden najbolj priljubljenih je vključeval mešanje zlata z jelenovim lepilom, nato pa so ga »nalili v vodo in ga raztopiti s prstom«.  Ko je zlato postalo mehko in vodljivo v vodi, je bilo pripravljeno za uporabo na strani. Mojstri so morali biti zelo previdni pri nanašanju zlatega lista na rokopis. Zlati listi lahko »primejo že položen pigment, kar uniči zasnovo in drugič, njegovo delovanje je živahno in tvega, da se katera slika že razmaže«.

## Zavetniki iluminacije
Samostani so izdelovali rokopise za lastno uporabo; močno iluminirani so bili v zgodnjem obdobju rezervirani za liturgično uporabo, samostanska knjižnica pa je imela bolj preprosta besedila. V zgodnjem obdobju so vladarji pogosto naročali rokopise za svojo osebno uporabo ali kot diplomatska darila, veliko starih rokopisov pa se je še naprej delalo na ta način, tudi v obdobju zgodnje moderne. Zlasti potem, ko je postal priljubljen molitvenik, so bogati posamezniki naročali dela v znak statusa znotraj skupnosti, včasih tudi s portreti donatorjev ali heraldiko: »V prizoru iz Nove zaveze bi bil Kristus prikazan večji kot apostol, kdo bi bil večji od zgolj opazovalca na sliki, medtem ko se skromni darovalec slike ali umetnik sam lahko pojavi kot drobna figura v kotu«.  Koledar je bil tudi personaliziran, saj beleži praznike lokalnih oz. družinskih svetnikov. Do konca srednjega veka je bilo izdelanih veliko rokopisov za distribucijo prek mreže agentov, prazni prostori pa so bili lahko rezervirani za ustrezno heraldiko, ki jo bo lokalno dodal kupec.
Če prikažete neverjetne podrobnosti in bogastvo besedila, dodajanje iluminacije ni bilo nikoli pozno. Vključitev te je dvojna in dodaja vrednost delu, še pomembneje pa je, da nudi nepismenim članom družbe slike, »da se branje zdi bolj živo in morda bolj verodostojno«. 

## Galerija
- Sv. Bernard iz Clairvauxa v srednjeveške iluminiranem rokopisu.
- Menih-kletar pokuša vino iz sodčka, medtem ko napolni vrč. Iz Li Livres dou Santé avtorja Aldobrandina iz Siene (Francija, konec 13. stoletja).
- Knjiga iz Dimm, 8. stoletje, irski žepni molitvenik.
- Judovski iluminiran rokopis Haggadah za pasho (14. stoletje).
- Binkošti iz iluminiranega katoliškega liturgičnega rokopisa,  c.1310-1320.

- Poroka Girarta z Berto iz Rimskega  Girart de Roussillon, c. 1450
- Armenski rokopis iz 1053. Delo Johannesa.
- Flamska iluminacija prikazuje Aleksandra velikega zmago nad Darejem III.
- Rochefoucauldov gral, okoli 1315
- Etiopski iluminiran rokopis, 18. stoletje, Princeton University Art Museum